# Chona Bobrowicki
Chona Bobrowicki pseud. Mojżesz Goldberg, Borys, Grynszpan, Śledź (ur. 11 września 1906 w Białymstoku, zm. pod koniec czerwca 1941 tamże) – działacz komunistyczny i związkowy żydowskiego pochodzenia.

## Życiorys
Syn Zachariasza, brat Mojżesza (Mieczysława Mietkowskiego), wiceministra bezpieczeństwa w PRL. Z zawodu krawiec.
Od 1922 roku działał w młodzieżowej sekcji Związku Zawodowego Krawców w Białymstoku, a wkrótce, pod wpływem brata, wstąpił do Związku Młodzieży Komunistycznej. 3 maja 1925 roku został na krótko aresztowany za rozpowszechnianie literatury komunistycznej na wiecu pierwszomajowym. Od drugiej połowy roku był sekretarzem Komitetu Miejskiego (KM) Komunistycznego Związku Młodzieży Zachodniej Białorusi (KZMZB) w Białymstoku. W 1928 został sekretarzem KM KZMZB w Wilnie i członkiem Komitetu Okręgowego (KO) KZMZB. Był delegatem na I Zjazd KPZB latem 1928 pod Orszą. W grudniu 1928 został aresztowany w Wilnie, a rok później skazany na 6 lat ciężkiego więzienia, zwolniony w grudniu 1931 roku. Po powrocie do Białegostoku został tam sekretarzem Związku Zawodowego Krawców. Od 1933 był sekretarzem okręgowym KPZB w Wilnie.
5 lutego 1934 roku został na kilka miesięcy aresztowany, a po zwolnieniu, na polecenie kierownictwa KPZB, wyjechał do ZSRR, gdzie w latach 1934-1935 był słuchaczem szkoły partyjnej KPZB w Mińsku. Po powrocie do kraju kontynuował działalność komunistyczną, za co w 1936 został ponownie aresztowany i do września 1939 był więziony.
W latach 1939–1941 był oficerem sowieckiej milicji w Białymstoku. Zginął po ataku Niemiec hitlerowskich na ZSRR w czerwcu 1941.